# Чимолайс
Чимолайс (итал. Cimolais) — коммуна в Италии, располагается в регионе Фриули-Венеция-Джулия, в провинции Порденоне.
Население составляет 439 человек (2008 г.), плотность населения составляет 5 чел./км². Занимает площадь 101 км². Почтовый индекс — 33080. Телефонный код — 0427.
В коммуне 15 августа особо празднуется Успение Пресвятой Богородицы. Покровительницей коммуны почитается Непорочная Дева Мария.

## Демография
Динамика населения:

## Администрация коммуны
- Официальный сайт: http://www.comune.cimolais.pn.it/